# Queijo amarelo

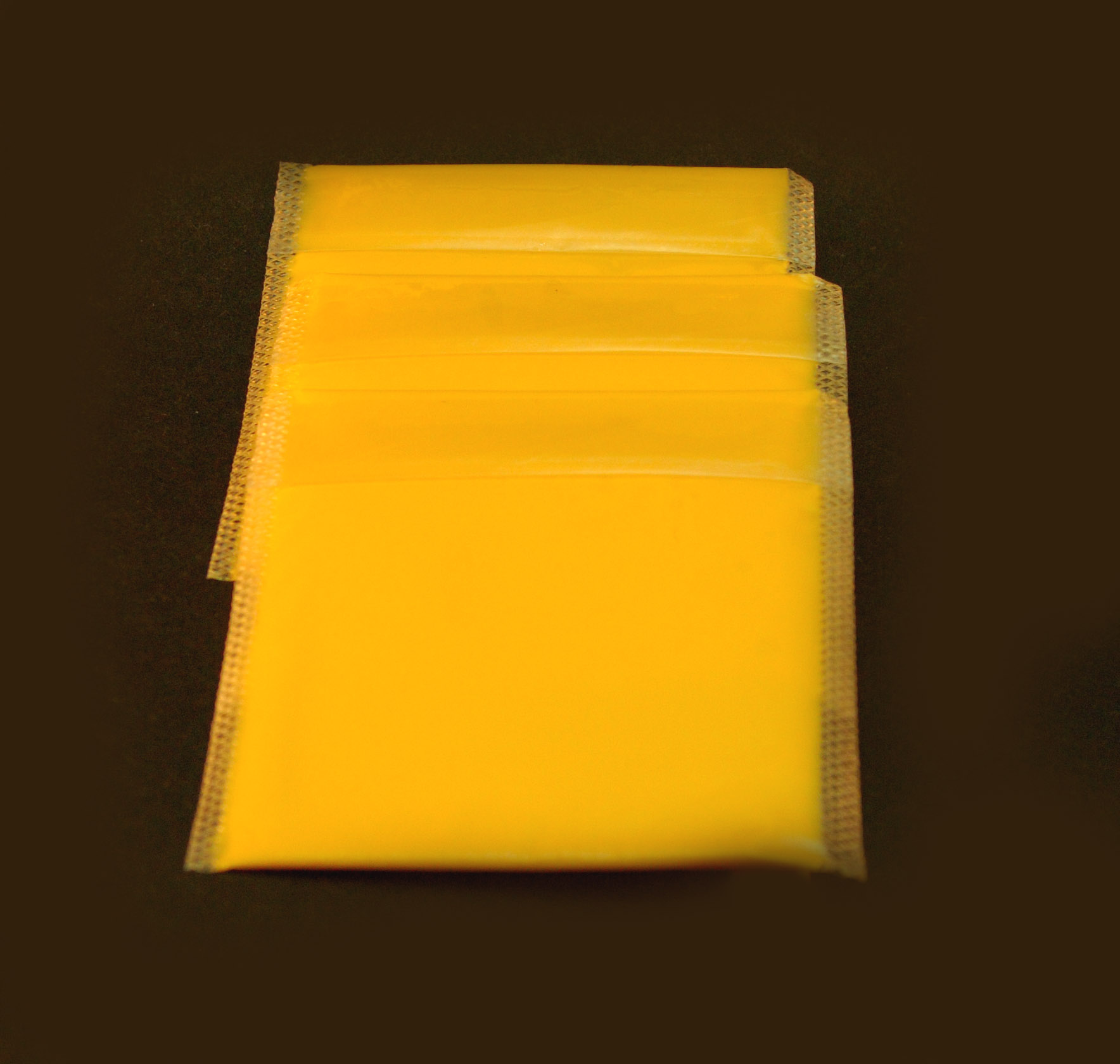
Fatias de queijo amarelo

Queijo amarelo (também chamado de American cheese) é uma denominação que aplica-se a uma série de queijos processados muito populares em Estados Unidos e introduzida sua cultura de consumo a países como Panamá, comercializado por companhias estado-unidenses de alimentação, como Kraft Foods, Bordem, suíças como Nestlê e outras.
As cores disponíveis oscilam entre o amarelo e o laranja. Tradicionalmente elaborou-se com uma mistura de queijos que em sua maioria correspondem aos queijos Colby e Cheddar.
Hoje em dia o queijo amarelo já não se elabora de queijos naturais e sim a partir de um conjunto de ingredientes (tais como leite, soro de leite, gorduras lácteas, proteína do leite concentradas, proteínas do soro, sal, etc) todo isso coberto baixo aspectos legais da definição de um queijo.